# オウェンド
オウェンド（Owendo）は、ガボン・エスチュエール州の都市。ガボン首都リーブルヴィルの南西10kmに位置し、ポールジャンティとならぶガボン最大級の港を持つ港湾都市である。人口79,300人（2013年）。
オウェンド港が開港したのは1974年で、当時の貨物取り扱い能力は30万tであったが、内陸部からの木材の積み出し施設が整備され、1979年には150万tにまで能力は増強された。また、1974年にはオウェンドから内陸に向けてトランスガボン鉄道が着工し、1983年には内陸のブウエ市まで開通し、さらに1986年にはマンガン鉱山のあるモアンダを経てフランスヴィルまでの路線が全通して、木材やマンガンなどの取り扱いが増加した。特にマンガン鉱は、それまでCOMILOGロープウェイを使用してコンゴ共和国のポワントノワール港から積み出されていたものがすべてオウェンドから輸出されるようになったため、オウェンド港の重要性はさらに増した。

## 行政区
オウェンドは特別なコミューンであり、県と同格でエスチュエール州を構成する。オウェンドは2つの区（Arrondissement）から成り立つ。
| 名称 | 人口 （2013年） |
| ---- | --------------- |
| 1区  | 73,406          |
| 2区  | 5,894           |